# 牙买加湾
牙买加海湾（英語：Jamaica Bay），是位于美国纽约州長島西南部，大西洋邊的一個浅水湾，面积50平方公里（20平方哩），为纽约港之一部。其西半部屬布鲁克林區，東半部屬皇后區。
海湾南有洛克威半島遮蔽，克罗斯湾大道则横跨其上。多沼泽岛屿，西南側透過狹窄的洛克威灣與大西洋连接。科尼岛位居入口道附近。弗洛伊德贝涅特机场位于布鲁克林岸上，为美国海军航空站。位于爱得怀尔德（Idlewild）的甘迺迪国际机场則在其东北岸。